# Černič
Černič je priimek v Sloveniji, ki ga je po podatkih Statističnega urada Republike Slovenije na dan 1. januarja 2010 uporabljalo 194 oseb in je med vsemi priimki po pogostosti uporabe uvrščen na 2.222. mesto.

## Znani nosilci priimka
- Andraž Černič, arhitekt
- Dušan Černič, arhitekt
- Ferdinand Černič (1800—?), kirurg
- Irena Černič (*1956), oblikovalka
- Jernej Letnar Černič, pravnik, strokovnjak za varstvo človekovih mpravic, profesor
- Majda Černič Istenič (*1959), sociologinja (podeželja)
- Mateja Černič (*1983), sociologinja, etnol.?
- Mirko Černič (1884—1956), zdravnik kirurg, strokovni publicist in medicinski terminolog
- Stanislav Černič, zdravnik otorinolarilngolog
- Staz(ik)a Černič Simić (1923—2022), alpinistka
- Tina Černič, IJS